# Krisztián Vadócz
Krisztián Vadócz (* 3. Mai 1985 in Budapest) ist ein ungarischer Fußballspieler.

## Karriere

### Verein
2002 wechselte Vadócz aus der U-19 von Honvéd Budapest ins Profiteam. Er spielte bis 2005 in Ungarn. 2005 wechselte er zum AJ Auxerre in die Ligue 1 nach Frankreich. Er stand lediglich einmal im Kader des Teams und zwar im UEFA-Cup, in der Partie gegen Partizan Belgrad. Zur Rückrunde 2006/07 wurde er nach Schottland zu Motherwell FC ausgeliehen. Er debütierte in der Partie gegen Aberdeen FC, das Spiel ging 0:2 verloren. Zu Beginn der Saison wechselte er in die Niederlande zum Erstligisten NEC Nijmegen. Sein Debüt gab er hier gegen Twente Enschede. Nach nur einer Saison zog es ihn nach Spanien. In der Primera División gab er für CA Osasuna sein Debüt gegen den FC Valencia, die Partie wurde 0:1 verloren. Nach drei Jahren in Spanien ging es zurück zu seinem ehemaligen Verein NEC Nijmegen. In der Eredivisie gab er sein erneutes debüt 2011/12 gegen De Graafschap. Sein laufender Vertrag wurde nicht verlängert, so war er ab dem 1. Juli 2012 vereinslos. Am 6. September gab der dänische Erstligist Odense BK seine Verpflichtung bekannt. Seine erste Partie spielte er in der Superligaen gegen AC Horsens und schoss für seinen neuen Verein gleich das erste Tor. Im Sommer 2014 wurde er vereinslos. Er wechselte im November 2014 zum Pune FC nach Indien. Hier stand er bis Februar 2015 unter Vertrag. Vadócz stand ab dem 16. Februar 2015 beim Grasshopper Club Zürich unter Vertrag.
Im September 2015 verließ er die Grasshopper Zürich und wechselte nach Spanien zu Deportivo Alavés. Dort spielte er in der zweithöchsten Liga der Segunda División. Im Januar 2016 wechselte er nach Australien zum Erstligisten Perth Glory.
Er stand von Januar bis Juli 2016 bei Perth Glory unter Vertrag. Vadócz spielte während dieser Zeit 11 Spiele, wovon er 10 in der A-League absolvierte. Im Sommer 2016 wechselte er nach Indien zum Mumbai City FC. Aber schon nach einem halben Jahr, verließ er im Januar 2017 den Mumbai City FC. Bis zu diesem Zeitpunkt hatte Vadócz 14 Ligaspiele in der Indian Super League absolviert.
Seit dem 11. Januar 2017 stand Vadócz in der Hong Kong Premier League bei Kitchee SC unter Vertrag und konnte hier zweimal die Meisterschaft feiern. Anfang der Saison 2018/19 spielte er zwei Monate für seinen Heimatverein Honvéd Budapest und kehrte im September nach Kitchee zurück. Nach Beendigung des dortigen Vertrages war er wieder für Honved aktiv, bevor er nach der Saison 2020/2021 seine Karriere bei zwei Stationen in Uruguay beendete.

### Nationalmannschaft
Im Jahr 2004, im Alter von 19 Jahren, debütierte er in der Nationalmannschaft von Ungarn.
Sein erstes Tor erzielte er am 24. Mai 2008 im Länderspiel gegen Griechenland.